# Италия на «Евровидении-1964»
Италия приняла  участие в «Евровидении 1964», проходившем в Копенгагене, Дания, 21 марта 1964 года. Её представила Джильола Чинкветти с песней «Non ho l’étà», выступившая под номером 12. В этом году страна получила 49 баллов, одержав победу на конкурсе. Комментатором конкурса от Италии в этом году стал Ренато Тальяни (Programma Nazionale), а глашатаем — Розанна Ваудетти.
Джильола Чинкветти выступила в сопровождении оркестра под руководством Джанфранко Мональди.
Чинкветти выступила в возрасте 16-ти лет, став самой молодой участницей конкурса, пока рекорд не был побит тринадцатилетней Сандрой Ким на «Евровидении-1986». Также примечателен отрыв победной песни в 32 балла от второго места, что в процентном соотношении говорит об абсолютной победе.
Ежегодно в Италии проходит национальный отбор в формате фестиваля в Сан-Ремо.

## Национальный отбор

### Полуфиналы[5]
| Номер | Артист (1 п/ф)     | Артист (2 п/ф)                   | Песня                          | Место |
| ----- | ------------------ | -------------------------------- | ------------------------------ | ----- |
| 1     | Доменико Модуньо   | Фрэнки Лэйн                      | «Che me ne importa a me»       | Финал |
| 2     | Тони Даллара       | Бен И Кинг                       | «Come potrei dimenticare»      | Финал |
| 3     | Джорджо Габер      | Патриция Карли                   | «Così felice»                  | —     |
| 4     | Fausto Cigliano    | Джин Питни                       | «E se domani»                  | —     |
| 5     | Gino Paoli         | Antonio Prieto                   | «Ieri ho incontrato mia madre» | Финал |
| 6     | Тони Ренис         | Фрэнки Авалон                    | «I sorrisi di sera»            | —     |
| 7     | Fabrizio Ferretti  | Fraternity Brothers & Gil Fields | «La prima che incontro»        | Финал |
| 8     | Piero Focaccia     | Бобби Райделл                    | «L'inverno cosa fai?»          | —     |
| 9     | Мильва             | Фрида Боккара                    | «L'ultimo tram (a mezzanotte)» | —     |
| 10    | Cocky Mazzetti     | Hermanos Rigual                  | «Mezzanotte»                   | —     |
| 11    | Пино Донаджо       | Фрэнки Авалон                    | «Motivo D'amore»               | Финал |
| 12    | Джильола Чинкветти | Патриция Карли                   | «Non ho l’étà»                 | Финал |
| 13    | Robby Ferante      | Пол Анка                         | «Ogni volta»                   | Финал |
| 14    | Клаудио Вилла      | Пегги Марч                       | «Passo Su Passo»               | —     |
| 15    | Эмилио Периколи    | Питер Краузе                     | «Piccolo Piccolo»              | —     |
| 16    | Литтл Тони         | Джин Питни                       | «Quando vedrai la mia ragazza» | Финал |
| 17    | Бруно Филиппини    | The Fraternity Brothers          | «Sabato sera»                  | Финал |
| 18    | Аурелио Фиерро     | Marina Moran                     | «Sole, pizza e amore»          | —     |
| 19    | Laura Villa        | Los Hermanos Rigual              | «Sole Sole»                    | —     |
| 20    | Ремо Джермани      | Nino Tempo & April Stevens       | «Stasera no, no, no»           | Финал |
| 21    | Lily Bonato        | Richard Maser                    | «Tu piangi per niente»         | —     |
| 22    | Робертино          | Бобби Райделл                    | «Un bacio piccolissimo»        | Финал |
| 23    | Бобби Соло         | Фрэнки Лэйн                      | «Una Lacrima Sul Viso»         | Финал |
| 24    | Nicola Arigliano   | Питер Краузе                     | «Venti chilometri al giorno»   | —     |

В полуфиналах участвовало 24 песни, и только 12 из них прошли в финал. В каждом из полуфиналов одна и та же песня исполнялась разными артистами. Первый полуфинал состоялся 30 января 1964 года, второй — 31 января. В фестивале приняло участие 40 певцов. В жюри входило 20 провинций, по 15 человек в каждой, при этом 8 из них до 25 лет. Среди конкурсантов были также и иностранные исполнители.

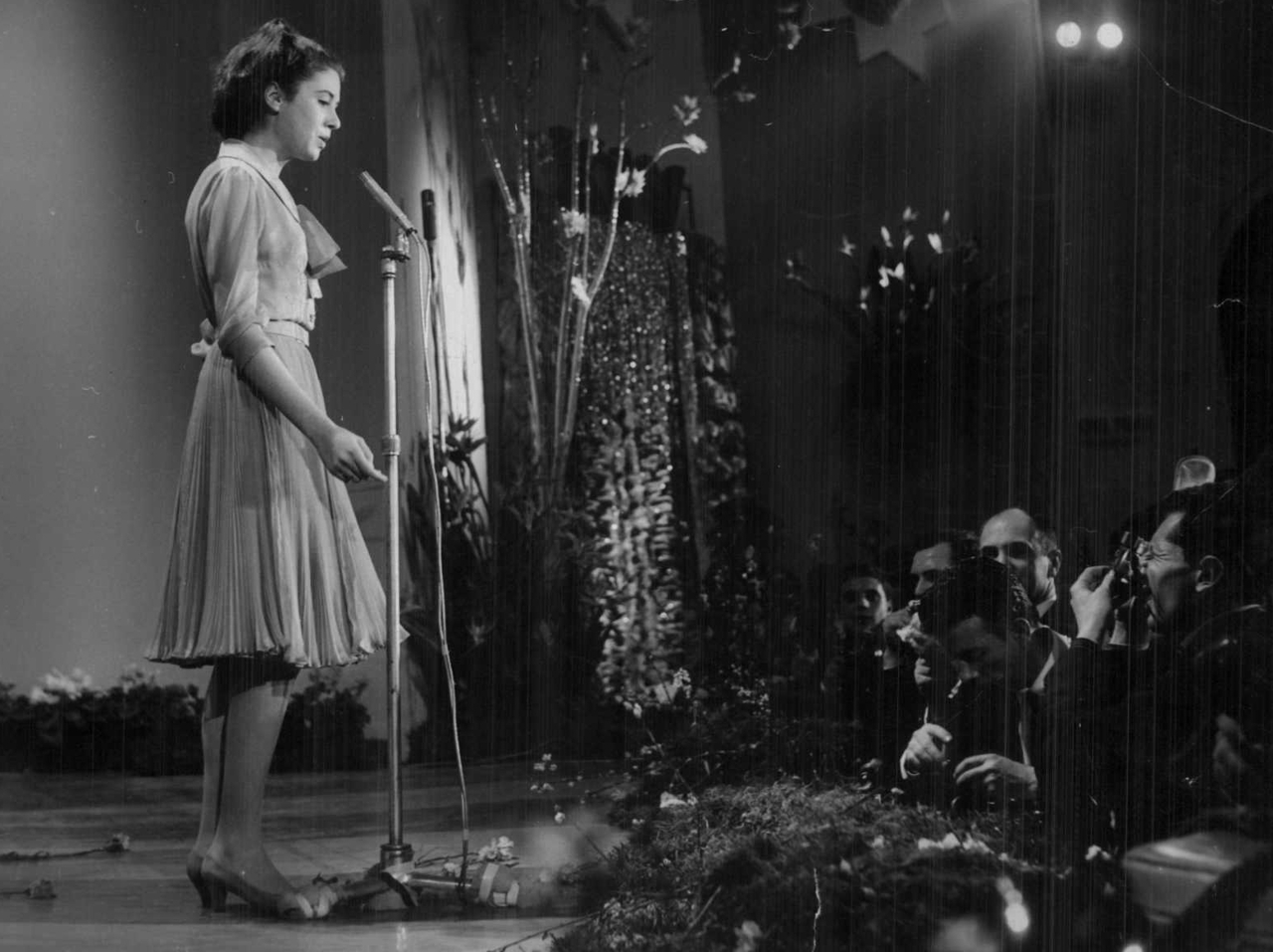
Джильола Чинкветти во время выступления на фестивале Сан-Ремо

### Финал
| Номер | Артист 1           | Артист 2                         | Песня                          | Голоса  | Место |
| ----- | ------------------ | -------------------------------- | ------------------------------ | ------- | ----- |
| 1     | Доменико Модуньо   | Фрэнки Лэйн                      | «Che me ne importa a me»       |         |       |
| 2     | Тони Даллара       | Бен И Кинг                       | «Come potrei dimenticare»      |         |       |
| 3     | Gino Paoli         | Antonio Prieto                   | «Ieri ho incontrato mia madre» |         |       |
| 4     | Fabrizio Ferretti  | Fraternity Brothers & Gil Fields | «La prima che incontro»        |         |       |
| 5     | Пино Донаджо       | Фрэнки Авалон                    | «Motivo D'amore»               |         |       |
| 6     | Джильола Чинкветти | Патриция Карли                   | «Non ho l’étà»                 | 2235147 | 1-е   |
| 7     | Robby Ferante      | Пол Анка                         | «Ogni volta»                   |         |       |
| 8     | Литтл Тони         | Джин Питни                       | «Quando vedrai la mia ragazza» |         |       |
| 9     | Бруно Филиппини    | The Fraternity Brothers          | «Sabato sera»                  |         |       |
| 10    | Ремо Джермани      | Nino Tempo & April Stevens       | «Stasera no, no, no»           |         |       |
| 11    | Робертино          | Бобби Райделл                    | «Un bacio piccolissimo»        |         |       |
| 12    | Бобби Соло         | Фрэнки Лэйн                      | «Una Lacrima Sul Viso»         |         |       |

Финал фестиваля состоялся 1 февраля 1964 года в казино Сан-Ремо. Песня «Un bacio piccolissimo» не была допущена до голосования, так как не исполнялась Бобби Райделлом из-за боли в горле.

## Страны, отдавшие баллы Италии
Жюри каждой страны присуждало оценки 5, 3 и 1 трём наиболее понравившимся песням.
| Отдали Италии...                                                                    | Отдали Италии...          |
| 5 баллов                                                                            | 3 балла                   |
| ----------------------------------------------------------------------------------- | ------------------------- |
| Великобритания Бельгия Нидерланды Югославия Финляндия Португалия Австрия Люксембург | Германия Монако Швейцария |

## Страны, получившие баллы от Италии
| 5 баллов | Австрия    |
| 3 балла  | Люксембург |
| 1 балл   | Испания    |